# 불설대보부모은중경 (충청북도 유형문화재 제330호)
불설대보부모은중경(佛說大報父母恩重經)은 충청북도 청주시에 있는 조선시대의 불경이다. 2012년 7월 6일 충청북도의 유형문화재 제330호로 지정되었다.

## 개요
『불설대보부모은중경』은 전반부에 아이를 낳고 기르며 성장하기까지의 부모 은혜 10가지를 설명하고, 후반부는 부모의 은혜를 보답하기 위해 지켜야할 규범 등에 대해 설명하고 있다. 중국을 비롯하여 한국·일본 등 여러 나라에 널리 보급되었고, 나라마다 여러 가지 유통본을 남겼다.
『불설장수멸죄호제동자다라니경』은 어린 동자를 보호하여 현세의 죄업을 모두 소멸하고 장수(長壽)의 법을 설법한 밀교 계통의 경전이다. 아이들의 병을 없애거나 임산부의 순산을 도우는 것은 물론 낙태의 죄를 짓지 말 것과 이 경전을 지니고 항상 읽음으로써 장수의 생명을 얻고 죽은 자를 천도시키고 온갖 악도(惡道)로부터 벗어날 수 있다는 것을 설하고 있다.

## 같이 보기
- 불설대보부모은중경

## 참고 자료
- 불설대보부모은중경 - 국가유산청 국가유산포털